# Arsia Mons
L'Arsia Mons è un vulcano situato sulla superficie di Marte, nella regione equatoriale di Tharsis; è il più meridionale dei tre vulcani che costituiscono i Tharsis Montes. Poco più a nord si trova il Pavonis Mons, e più avanti nella stessa direzione si trova l'Ascraeus Mons. L'Olympus Mons, la montagna più elevata dell'intero sistema solare, è situato in direzione nord-ovest rispetto all'Arsia.
Il Thermal Emission Imaging System (THEMIS) montato sul Mars Odyssey ha rilevato sette possibili ingressi di caverne sui fianchi del vulcano. Le dimensioni di questi ingressi vanno dai 100 ai 252 m in larghezza e si ritiene che la loro profondità possa essere compresa tra i 73 e i 96 m. A parte la caverna "Dena", tutte le caverne non lasciano penetrare la luce rendendo impossibile stabilirne le esatte dimensioni interne.